# Palatine Bridge (New York)
Palatine Bridge est un village du comté de Montgomery, dans l'État de New York, aux États-Unis,. En 2010, il comptait une population de 737 habitants.

## Démographie
Lors du recensement de 2010, le village comptait une population de 737 habitants. Elle est estimée, en 2019, à 748 habitants.